# Ian Berzine
Pour les articles homonymes, voir Ian Berzine (diplomate) et Berzine.
Jānis Bērziņš ou Ian Karlovitch Berzine (en russe Ян Карлович Берзин), de son vrai nom Pēteris Ķuzis (13 novembre 1889 – 29 juillet 1938), est un agitateur, un homme de main et un membre des services soviétiques d'origine lettonne.
Sous Lenine puis sous Staline, il fut tchékiste, commissaire politique de l’Armée rouge (2e rang) et directeur du service de sécurité des armées (GRU) de 1924 à 1935, puis de nouveau pendant quelques mois durant l’été 1937. 
« Il a été le plus talentueux, inventif et efficace des directeurs de l’espionnage soviétique, et a été le créateur de l’officine d’espionnage la plus puissante et la plus efficace jamais connue ».
Ian Berzine a été aussi actif dans le domaine de la coopération secrète entre la Russie soviétique et l'Allemagne, dans les années 1928-1933. 
Il a eu de nombreux pseudonymes : Starik, Papus (= le Vieux), Butler, Gall, Donizetti…
Sa biographie est imprécise, d'autant qu'il existe de nombreux militaires et hommes politiques homonymes contemporains, dont plusieurs ont été liquidés eux aussi en 1938, pendant la Grande Purge.

## Jeunesse

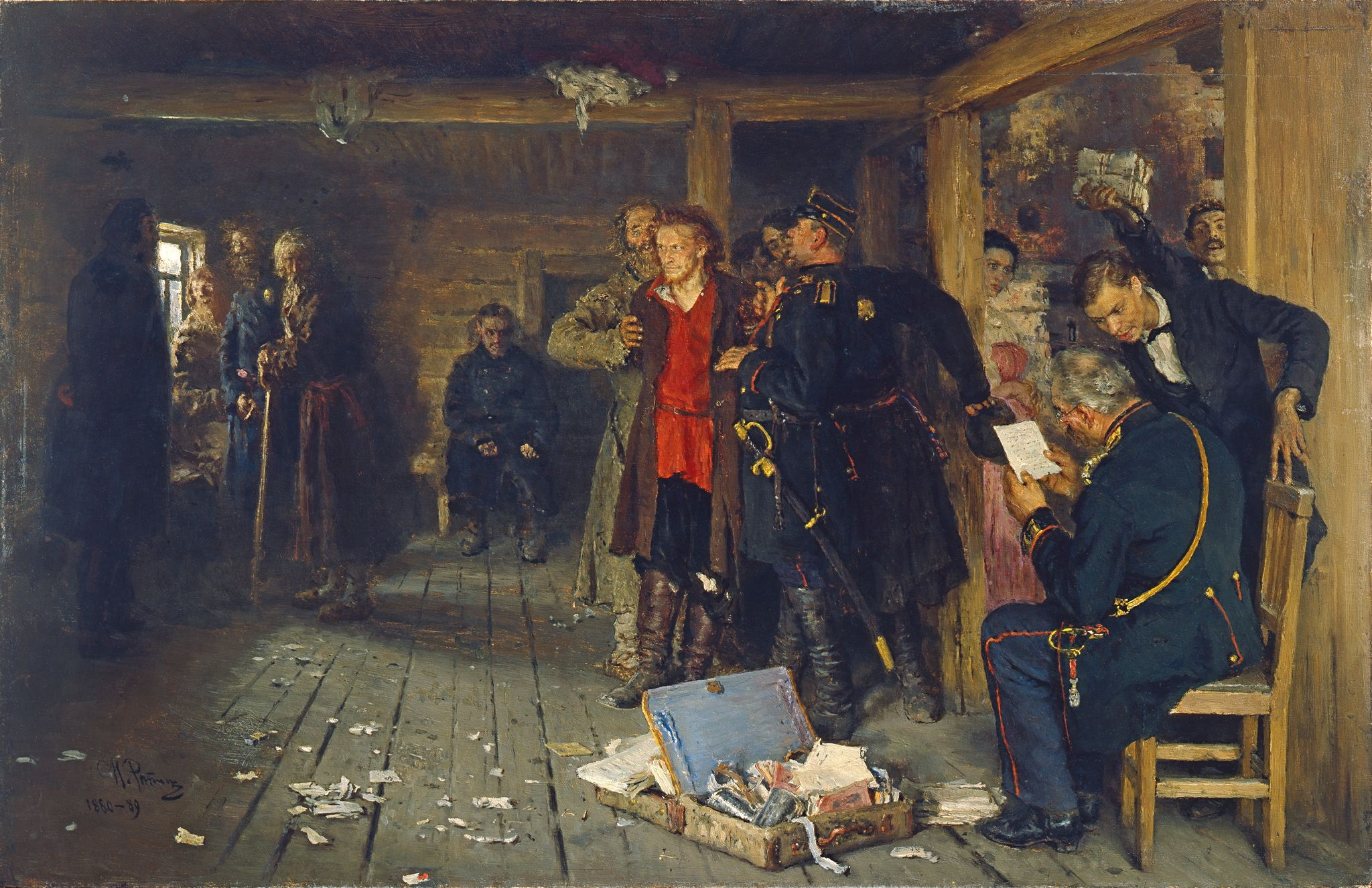
Dans un décor qui rappelle Crime et Châtiment (noter la femme en robe mauve derrière la porte : elle évoque Sonia Marmeladova…), arrestation d'un suspect politique. Peinture d'Ilia Répine

Issu d'une famille de paysans de Livonie, Ian Berzine (né Pēteris Ķuzis, le 13 novembre 1889, à Zaube, aujourd'hui Amata en Lettonie) se destine à l'enseignement. Élève au séminaire de Kuldiga, il s’enthousiasme pour la révolution russe de 1905. Il s'associe à une bande de guérilleros (les  « Frères de la Forêt ») et harcèle les troupes tsaristes venues réprimer le soulèvement. Il est blessé, pris par les Cosaques, et échappe vu son jeune âge à l'exécution sommaire. Fouetté, emprisonné, il est condamné à mort par la cour martiale de Tallin. La condamnation est commuée en déportation en Sibérie.
En Sibérie, Pēteris travaille à la pharmacie du bagne, étudie, apprend des rudiments de pharmacopée. Il est gracié au bout de 3 ans, revient en Livonie. Il rejoint les bolcheviks, milite, est arrêté à nouveau en 1911. Il s'évade d'Irkoutsk début 1914, prend une fausse identité : « Ian Karlovitch Berzine », est brièvement enrôlé dans l'armée tsariste, déserte, entre dans la clandestinité, est ouvrier serrurier à Petrograd. Il participe activement à la Révolution d'Octobre comme  membre du comité du parti bolchevik de Vyborg, puis de Saint-Pétersbourg, entre dans l'entourage de Léon Trotsky.

## Agent de la Tchéka et officier de l'Armée rouge
Ian Berzine entre à la Tchéka dès la formation par Lénine (fin décembre 1917) de ce corps armé destiné à la répression des contre-révolutionnaires de toutes tendances ; son niveau d’instruction lui permet d’entrer au comité de rédaction du Bulletin de la Tchéka, qui glorifie les résultats de la lutte et désigne les objectifs.
Ian Berzine devient un des plus efficaces agents de la Terreur rouge instaurée par Lénine et les bolcheviks. À Iaroslavl, il écrase les membres du Parti socialiste révolutionnaire russe (juillet 1918) ; contre les nombreux soulèvements populaires qui cherchent à secouer la mainmise bolchevique, il est le promoteur d'une méthode de répression efficace : la prise systématique de familles en otages et l'exécution des proches, qui brise les résistances (en particulier celle des membres des Armées vertes).
Début 1919, les bolcheviks ayant occupé la Lettonie, Ian Berzine est nommé sous-commissaire de l’Intérieur à Riga, capitale de son pays natal. Mais les puissances occidentales (surtout la Grande-Bretagne) réagissent, font intervenir la Baltische Landeswehr, et les bolcheviks doivent évacuer Riga. Ian Berzine est alors commissaire politique en chef de la 11e division d’infanterie de l'Armée rouge lettone, qui fera par la suite partie de la 15e armée soviétique et participera en novembre 1919 à la défense de Petrograd contre l’armée blanche du Nord-Ouest de Nikolaï Ioudenitch, puis à la guerre polono-soviétique.
En août 1920, la 15e armée soviétique est anéantie lors de la bataille de Varsovie ; Ian Berzine réussit à échapper à la capture par les Polonais.

## Débuts dans le renseignement militaire

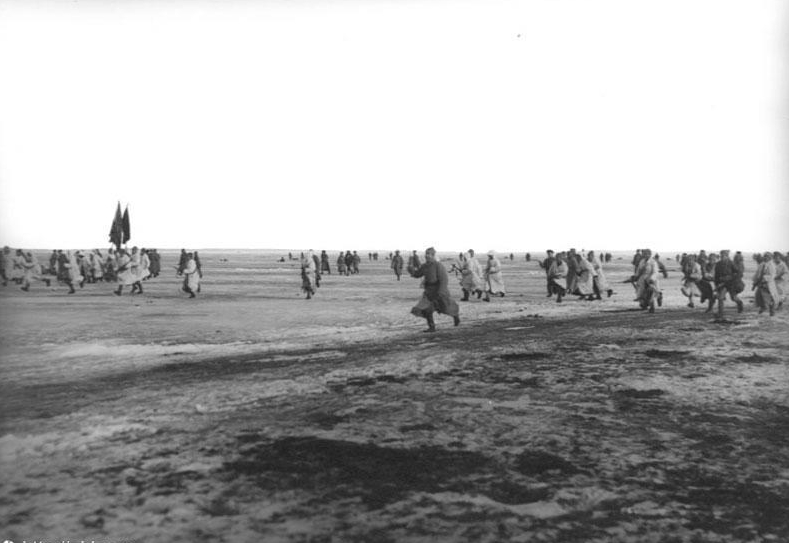
Mars 1921 : les soldats de l’Armée rouge, marchant sur la glace, attaquent le port de guerre de Kronstadt, occupé par les marins qui se sont soulevés

Nommé en décembre 1920 (sur recommandation de Felix Dzerjinski, le chef de la Tchéka) officier du département de renseignement militaire de l’Armée rouge (le futur GRU), Ian Berzine se signale dès mars 21, après l’écrasement de l’insurrection de Cronstadt, par son impitoyable répression des marins mutinés : il  poursuit activement les rescapés qui, fuyant à pied sur la glace, cherchent à se réfugier en Finlande, en liquide un grand nombre, et persécute leurs familles.
Ian Berzine est nommé en avril 21 chef de la Division 2 (espionnage à l'étranger), et en décembre directeur-adjoint du 4e Bureau de l’Armée rouge (il le dirigera de facto pendant 3 ans, avant d’en être nommé officiellement directeur en 1924).
Outre son action locale (demande de meilleurs salaires et de nourriture plus abondante pour ses agents, vu la famine russe de 1921-1922 – et continuation de la surveillance du moral de l’Armée rouge), Ian Berzine développe hors des frontières soviétiques un service d’espionnage extrêmement actif et structuré. Il effectue incognito (sous le pseudonyme « Butler ») plusieurs voyages à l’étranger (Grande-Bretagne, Pologne, Tchécoslovaquie, République de Weimar), et crée un réseau d’agents nombreux et efficaces en Bulgarie, Allemagne, Autriche et Italie. Ces agents, outre leurs activités d'espionnage, se consacrent aussi à la persécution des émigrés russes blancs (en particulier à Sofia, Serbie), et au soutien et au développement des PC locaux via le Komintern.
Par ailleurs, Ian Berzine instaure une coopération avec l'espionnage « civil » (la Tchéka, puis le GPU), et n'hésite pas à avancer masqué (par exemple en  camouflant son action sous une manifestation caritativo-mondaine, ou une campagne de la Croix-Rouge).
Ses résultats immédiats sont cependant variables, et en particulier la mondialisation de la révolution marque le pas dès le début des années 1920 : le soulèvement de Hambourg fomenté par Radek et Zinoviev en octobre 1923 échoue, de même que celui du 1er décembre 1924. Et une tentative de coup d'État en Estonie est un échec complet. Mais la Division 2 parvient à fournir au Kremlin un inventaire complet des flottes aériennes des principales puissances.

## Directeur du GRU (d'avril 1924 à avril 1935)
En mars 1924 (Lénine est mort le 21 janvier 24) sur recommandation du directeur Arvid J. Seybot, Ian Berzine prend le 4e Bureau de l’Armée rouge (le GRU) en main.
Il tire la leçon des échecs récents des soulèvements populaires dans les démocraties voisines et, en accord avec Staline, pense que, hors des frontières de l’Union soviétique, ces énormes sacrifices en logistique et en numéraire n'ont amené qu'à créer au Komintern une classe de parasites attendant les subsides du GRU. Il juge bien plus utile de créer dans les pays voisins des « résidences » : des officines qui, camouflées en respectables institutions ou firmes commerciales, infiltreront les démocraties, réaliseront en immersion complète une étude en profondeur de leurs tendances socio-économiques et de leurs options stratégiques, et recruteront leurs nationaux haut placés. De plus, ces firmes commerciales rapporteront des bénéfices, ou tout au moins permettront à leurs animateurs d’avoir un train de vie correct, ce qui diminuera les dépenses du 4e bureau. 
Surtout, Ian Berzine travaille sur le long terme : il a recruté et formé pendant son exercice une équipe d'agents secrets émérites (« les grands illégaux »), qui serviront efficacement l’URSS pendant les années critiques de la 2de guerre mondiale : Yakov Mrachkovski (Gorev), Moshe Milstein (Mikhail M), Rolf et Ruth Werner (Ursula Kuczynski), Richard Sorge, Lev Manevitch, Alexandre Radó, Karl Ramm, Mme Aino Kuusinen, Ignace Reiss, Vilis Lācis, Constantin Loukitch Efremov, ainsi que  Leopold Trepper, Anatoli Gourevitch, Walter Krivitsky, Manfred Stern, Willi Lehmann…
À l’automne 26, le Kremlin fit circuler une rumeur selon laquelle l’Europe voulait se coaliser et attaquer l’URSS. Bien qu'Ian Berzine, dans un mémorandum basé sur les rapports émanant de ses agents européens, ait démontré que l'Europe ne songeait plus à faire la guerre à l'URSS, la rumeur continua à circuler, entretenant chez les Soviétiques une psychose obsidionale et permettant de justifier auprès d’une population famélique les énormes dépenses consacrées à l'armement.

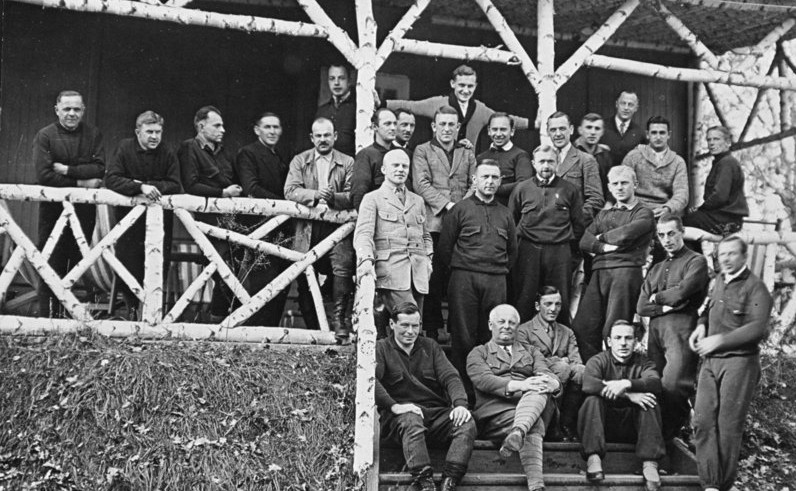
En tenue décontractée, 25 chercheurs de la Gasübungplatz Tomka (Centre d'expérimentation des gaz de Tomka, près de Chikhany et de Volsk, oblast de Saratov) posent autour de leur chef sur un perron rustique en troncs de bouleau. En 1928, l’Allemagne a investi près d'un million de marks dans ce centre d'essais secret commun à la Reichswehr et à l'Armée rouge. On y étudiait des armes chimiques à base de LOST (ou Senfgas, gaz moutarde), Perstoff (Diphosgène ClCO2CCl3), Blaukreuz (« Croix bleue », famille des phenylarsine et cyanoarsine), ainsi que leurs vecteurs (obus, fusées ou avions), et leurs antidotes et contre-mesures.

Par ailleurs, le Kremlin, dans une optique ultra-pragmatique, avait jugé utile dans les années 1920 de profiter de l'isolement de la république de Weimar — et de l'énorme potentiel intellectuel, industriel, économique et militaire d’une Allemagne traumatisée et frustrée à la fin de la Première Guerre mondiale pour essayer de s’en rapprocher. Karl Radek avait entamé un rapprochement entre « les deux parias » (l'URSS et l'Allemagne), rapprochement qui aboutit au 2d traité de Rapallo (1922), et Ian Berzine se chargea de continuer et d'amplifier activement cette coopération soviéto-allemande, tant sur le plan économique que sur le plan militaire (recherche, élaboration et essais en commun d’armes nouvelles, au mépris du traité de Versailles).
Ainsi, dans un rapport secret du 24 décembre 1928 à Kliment Vorochilov, Ian Berzine passe en revue les résultats et l’avenir de cette coopération : il déplore que la fourniture d'avions par la firme Junker, et la construction d'une usine d'avions piétinent ; et que le marché monté en collaboration avec l’homme d’affaires allemand Hugo Stolzenberg ait avorté : les firmes Bersol et Metachim devaient coconstruire une usine d’explosifs et de gaz moutarde baptisés engrais agricoles. Mais il propose d’augmenter l’activité du centre de recherche d’armes chimiques de Tomka (près de Volsk, oblast de Saratov), en y effectuant des stages conjoints soviéto-allemands, et de mettre en route une formation en commun d'aviateurs soviétiques et allemands à l'école de pilotage de Lipetsk. Ainsi que la formation conjointe de tankistes à l'école des blindés de Kazan. Et d’intensifier les rencontres visant à la connaissance mutuelle et à l'instauration d'amitié entre militaires soviétiques et allemands. Sans oublier l’application du partage de renseignements sur la Pologne, le pays qui sépare la Russie de l’Allemagne et qui à l’époque cherchait à ménager chacun de ses deux voisins.

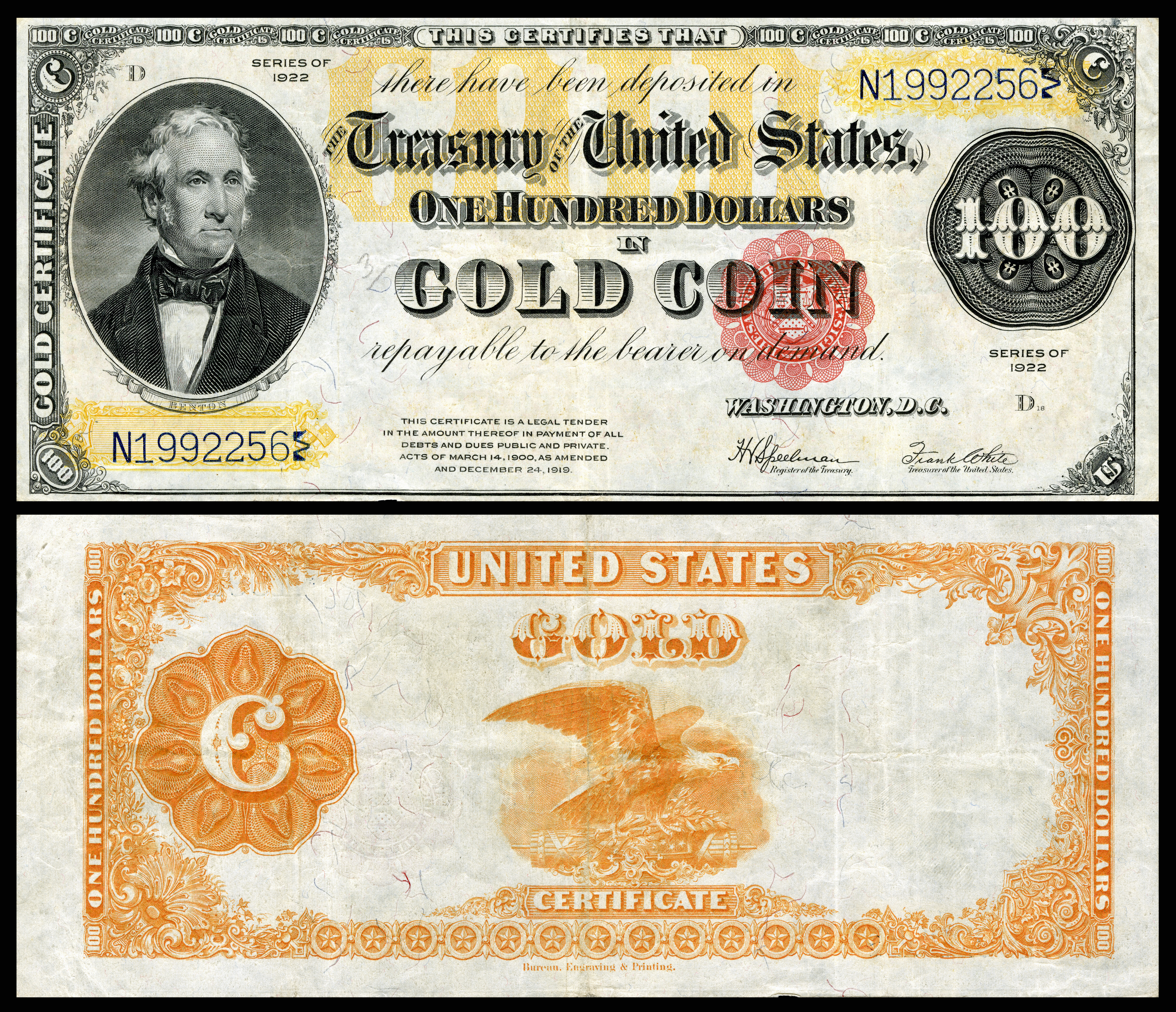
Billet de banque américain de $ 100 de 1922, convertible en or à la demande du porteur.

En 1927-33, les services de Ian Berzine furent chargés de l'application pratique d'une stratégie économique élaborée par le Kremlin : la mise en circulation en Chine, Europe et aux États-Unis de faux billets de $ 100, destinée à fournir des devises. La provenance des faux billets fut bientôt découverte par le Trésor américain, qui trouva une parade : la mise sous presse de nouveaux billets plus petits. Mais les effets pernicieux de la manœuvre pour l’économie des démocraties se firent sentir jusqu'en 1936.
Autre action contre les États-Unis : fin 1928, Ian Berzine reçoit à Moscou le communiste letto-américain Nicholas Dozenberg (en), récemment recruté par Alfred Tilton (en), résident du GRU aux États-Unis (et lui aussi d'origine lettone). Berzine enrôle Dozenberg, qui va travailler aux États-Unis pendant une dizaine d'années avant d'être démasqué par le FBI.
Après l'accession au pouvoir des nazis en Allemagne, les réseaux d'espionnage soviétiques déjà installés fonctionnèrent à plein, et de nombreux militants anti-nazis, en particulier juifs, proposèrent au GRU de les prendre au service de la cause prolétarienne. Le Kremlin suivit les étapes de l'ascension d'Hitler avec attention (en particulier l'élimination d'un des rivaux d’Hitler : Ernst Röhm) , ainsi que les effets consécutifs sur l’opinion allemande.

## Disgrâce. Épurateur en Extrême-Orient
Début 1935, Ian Berzine est démis de ses fonctions de directeur du GRU, à la suite de la « catastrophe de Copenhague » : en février, tout un groupe de ses agents, pensant être en sécurité dans un petit pays tranquille, s’est réuni pour festoyer, et a été pris dans un coup de filet de la police danoise. Or la même catastrophe avait eu lieu en 1931 en Allemagne, et visiblement toutes 2 étaient dues aux mêmes négligences : manque de cloisonnement, non-respect des règles élémentaires de sécurité, et aussi choix des agents secrets dans les rangs des militants communistes affiliés au Komintern, militants bien entendu tous connus et listés par les polices des pays hôtes.
Et de plus, c'est son concurrent direct, Artour Artouzov, chef de la section INO (espionnage extérieur) de l'OGPU (la sécurité « civile ») , qui a exposé et dénoncé en haut lieu les carences du directeur du GRU.
I.K. Berzine est remplacé par  le général Semion P. Ouritskyi, et envoyé en Extrême-Orient. 
D'avril 1935 à juillet 1936, Ian Berzine (sous le pseudonyme de Gall) élimine les éléments douteux dans l'armée d'Extrême-Orient commandée par Vassili Blücher, et espionne les Japonais qui cherchent à s’étendre en Mandchourie.

## « Conseiller militaire » en Espagne
Laissant la direction du GRU à Semyon P. Ouritskyi, I.K. Berzine arrive en Espagne dès le début de l'insurrection nationaliste contre le gouvernement légal (juillet 1936). Sous le pseudonyme de « général Grishin » (ou de « Donizetti »), il commande le premier corps expéditionnaire soviétique : 2 000 hommes, surtout des techniciens (aviateurs, tankistes) et des officiers supérieurs. Il réorganise les forces républicaines et fait nommer à leur tête un vieux général populaire et représentatif aux yeux des Espagnols : José Miaja.
Surtout, I.K. Berzine coordonne et galvanise la défense de Madrid par les Brigades internationales et les républicains espagnols, et stoppe l'avance jusque-là inexorable et rapide des insurgés.
En revanche, au nord-ouest de l'Espagne, il ne parvient pas à unir et à faire combattre jusqu'au dernier les républicains encerclés, qui capitulent.
Par ailleurs il continue à Madrid à recruter des agents et à diriger le GRU.
En mars 1937, alors que le front autour de Madrid est momentanément stabilisé, le Kremlin reçoit un rapport de I.K. Berzine : selon lui, le massacre des anarchistes et POUMistes espagnols par Alexandre Orlov et ses séides du NKVD prive la République espagnole de nombreux combattants valeureux, casse le moral des troupes, et finalement sert les insurgés franquistes. Ce rapport déclenche controverses et colères au Kremlin, Vorochilov encourt les reproches de Staline.
I.K. Berzine, immédiatement rappelé à Moscou, quitte l’Espagne via Paris. Son interprète, l’intellectuel espagnol José Robles Pazos (ami intime de John Dos Passos), « disparaît ».

## Directeur du GRU pour la2efois(été 1937)
Début juin 1937, I.K. Berzine de retour à Moscou est rétabli dans son poste de directeur du GRU. Semyon P.  Ouritskyi, jugé incompétent, est emprisonné à la Loubianka ; il sera liquidé en 1938.
I.K. Berzine, nommé commissaire politique de l'armée de 2d rang, et décoré de l'Ordre de Lénine, se consacre à remettre de l'ordre dans les affaires du GRU, et surtout à aider l'Espagne dans sa lutte contre les nationalistes. Il demande une notable augmentation des envois d’armes et de soldats : non pas des hommes d’état-major, mais des officiers de ligne, qui pourront aider utilement les Espagnols sur le terrain lors des batailles. Staline note de sa main en marge des demandes de I.K. Berzine : « Lui donner la moitié ». Berzine demande aussi que des aviateurs espagnols soient formés à l'école d'aviateurs de Kirovabad.
Puis la nouvelle tombe : I.K. Berzine a été arrêté en même temps que "les ennemis du peuple Nikonov, Voline, et Stelmach".

## Arrestation et mort

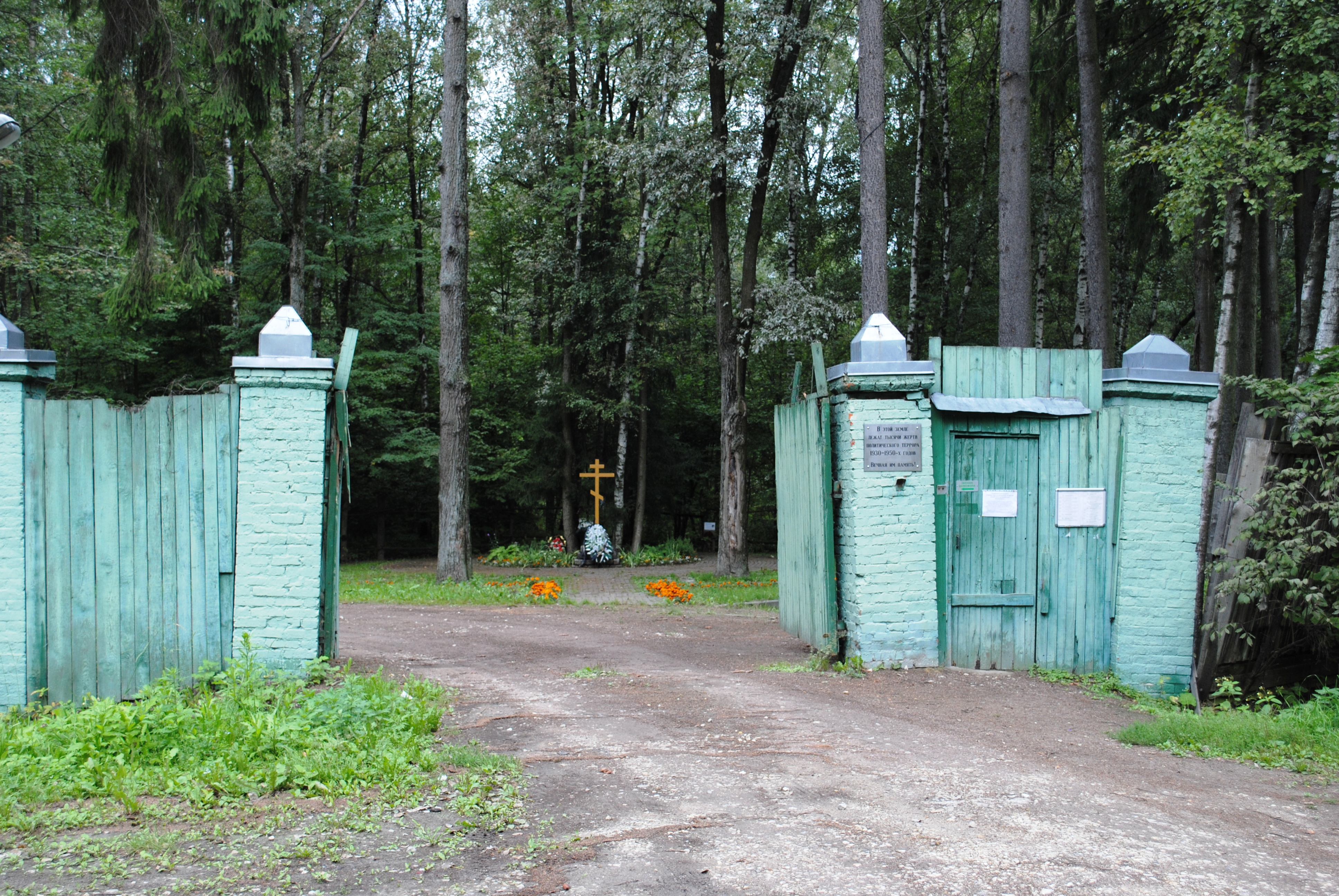
Entrée de la propriété Kommunarka appelée « datcha Iagoda » au temps de la Grande Purge, sise près de Moscou, au km 24 de la route de Kalouga. Un des abattoirs du NKVD alors dirigé par Nikolaï Iejov : on estime que plus de 20000 personnes y ont été assassinées et enterrées

C'est apparemment à l'instigation de Vorochilov (qui soutenait Orlov), qu'I.K. Berzine fut arrêté par le NKVD à l'automne 1937, et emprisonné à la Loubianka. Accusé de trotskisme, et de trahison au profit du IIIe Reich, exclu du parti en février 1938, il est condamné à mort le 29 juillet 1938 par le Collège militaire de la Cour suprême de l'URSS, en même temps qu'une quinzaine de ses collaborateurs.
I. K. Berzine est exécuté le jour même du verdict et enterré dans les charniers de la Kommunarka, dans la banlieue de Moscou.
Selon Léopold Trepper, que Berzine avait convoqué à l'automne 1937 pour lui confirmer sa mission en Belgique, le chef du GRU ne se faisait alors plus aucune illusion sur le sort qui l'attendait. Il avait appris à Madrid l'arrestation du maréchal Mikhaïl Toukhatchevski et des siens et était cependant revenu à Moscou pour protester contre les excès du NKVD en Espagne. Il continuait à travailler pour la grandeur de l'Union soviétique et du socialisme, mais savait qu'il serait une victime du système qu'il avait si bien servi.

## Mémoire
I. K. Berzine a été réhabilité en 1956. Un timbre postal soviétique à son effigie fut mis en circulation en 1989. Un film letton retraçant son action, intitulé « Le chef des services de renseignement », lui a été consacré en 1990.

## Décorations
- Ordre de Lénine
- Ordre du Drapeau rouge (2 fois)
- Ordre de l'Étoile rouge

### Citations originales
1. ↑  « He was one of the most talented, industrious and successful heads of intelligence, the creator of the most powerful and successful intelligence organisation in existence anywhere. » dans http://www.rulit.net/books/inside-soviet-military-intelligence-read-90462-46.html